# أرشانا بهاتاشاريا
أرشانا بهاتاشاريا (بالهندية: अर्चना भट्टाचार्य) (مواليد 1948) هي فيزيائية هندية. متخصصة في مجال الفيزياء الأيونوسفيرية ، والمغنطيسية الأرضية ، وطقس الفضاء ، وهي مديرة المعهد الهندي للهندسة المغناطيسية الأرضية، نافي مومباي .  حاليًا، هي عالمة فخرية في معهد الدراسات الإسلامية. 

## التعليم
حصلت بهاتاشاريا على درجة البكالوريوس (مع مرتبة الشرف) وماجستير في الفيزياء من جامعة دلهي في عامي 1967 و 1969 على التوالي. كما حصلت على منحة دراسية وطنية للمواهب العلمية (1964-1969). حصلت على درجة الدكتوراه في الفيزياء من جامعة نورث وسترن (1975) ، وعملت في مجال فيزياء المواد المكثفة النظرية . 

## مهنة
التحقت بهاتشاريا بالمعهد الهندي للهندسة المغناطيسية (IIG) ،  مومباي في عام 1978. عملت مع مجموعة KC Yeh في جامعة إلينوي، أوربانا - شامبين خلال الفترة 1986-1987 ، وخلال الفترة 1998 - 2000 ، كانت زميلة باحثة رئيسية مقيمة في المركز القومي للبحوث النووية في مختبر أبحاث القوات الجوية في ماساتشوستس، الولايات المتحدة الأمريكية. كانت مديرة IIG خلال الفترة 2005-2010.

## الجوائز والتكريم
- محاضرة البروفيسور ك. ر. راماناثان التذكارية والميدالية من قبل الاتحاد الجيوفيزيائي الهندي في عام 2008
- الدكتور ك. س. كريشنان الميدالية الذهبية من جامعة دلهي في عام 1969
- زميل الأكاديمية الهندية للعلوم والأكاديمية الوطنية للعلوم، الهند . [3]

## الاهتمامات البحثية
- عدم استقرار البلازما في الأيونوسفير الاستوائي
- استكشاف الأيونوسفير مع موجات الراديو
- آثار الطقس الفضائي على الأيونوسفير
- الاختلافات المكانية والزمانية للحقل المغنطيسي الأرضي [4]